# Sardinia (Nowy Jork))
Sardinia – miasto w Stanach Zjednoczonych, w stanie Nowy Jork, w hrabstwie Erie.